# Какоміцл
Какоміцл, котофредка-какоміцл (лат. Bassariscus sumichrasti) — вид роду Котофредка (Bassariscus), близький родич — котофредка смугастий, відомий також як «Кільцехвостий єнот».

## Спосіб життя і живлення
Веде нічний спосіб життя, живе переважно на деревах. Дуже прив'язаний до них, і тому, якщо винищити ліси, тварина вимре. Всеїдний, але їсть більше м'яса, ніж рослин.

## Ареал
Какоміцл мешкає в Центральній Америці. Його ареал пролягає від південної Мексики до Панами. Особливо їх багато в Коста-Риці. Зустрічаються у вологих тропічних вічнозелених лісистих місцевостях і гірських лісах, хоча в холодний сезон тваринка старається знайти собі новий притулок у сухих листяних лісах.